# Metoxuron
Metoxuron ist eine organische Verbindung, die zu den Harnstoffderivaten und chlorierten Verbindungen gehört. Die Substanz findet Anwendung als Herbizid, dessen erstmalige Einführung im Jahr 1968 durch Sandoz erfolgte.

## Darstellung
Die Substanz kann ausgehend von 3-Chlor-4-Methoxyphenylisocyanat durch Umsetzen Dimethylamin dargestellt werden.

## Eigenschaften
Die Substanz ist ein selektives Herbizid gegen Unkräuter und vereinzelt auch Ungräser bei der Kultivierung von Karotten und Wintergetreide. Als dieses hemmt es die Hill-Reaktion im Photosystem II bei der Photosynthese.  Gegenüber Wasserorganismen weist die Verbindung eine hohe Toxizität auf, eine Toxizität ist weder für Bienen noch für Menschen beschrieben. 

## Zulassungsstatus
In den Staaten der EU und in der Schweiz sind Pflanzenschutzmittel mit dem Wirkstoff Metoxuron nicht mehr zugelassen.

## Nachweis
Der Nachweis der Verbindung erfolgt üblicherweise per HPLC.